# Gyorsétel

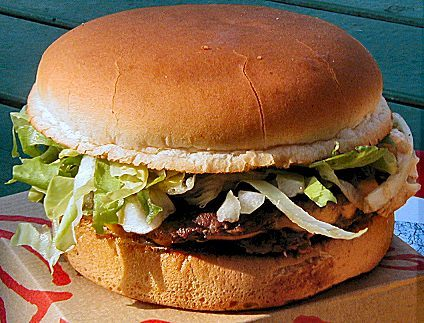
Egy kedvelt gyorsétel: hamburger

A gyorsétel olyan tömeges gyártású étel, amelyet kereskedelmi árusításra terveztek, és a hangsúly inkább a szolgáltatás sebességén van. A gyorsételt eleinte az elfoglalt utazók és munkások kiszolgálására készítették, akiknek nem volt ideje leülni és enni. Azáltal, hogy a sebesség lett a fő szempont, az ügyfeleknek nem kell várni arra, hogy helyben megfőzzék az ételt. 2018-ban a gyorsétel-ipar értéke több, mint 570 milliárd dollár volt.
A gyorsétel leggyorsabb formája az előre elkészített étel, amely készen áll arra, hogy felszolgálják az ügyfeleknek, és csak pár másodpercet kell várni. Más gyorsétterem-láncok, főleg a hamburgert árusító helyek (pl. McDonald’s, Burger King) tömeggyártásban készült alapanyagokat használnak, de mindent megtesznek azért, hogy meggyőzzék az ügyfeleket arról, hogy az ételeik mindig frissek.
Holott az ételek nagy része lehet „gyors”, maga a „gyorsétel” kifejezés egy kereskedelmi kifejezés, amely az étteremben vagy áruházban kapható, előre elkészített ételekre utal.
A gyorséttermek onnan különböztethetőek meg a hagyományos éttermektől, hogy autós büfé (drive-through) szolgáltatást nyújtanak. A gyorsételeket standokban vagy kioszkokban is árusíthatják, amelyeknél sem fedő, sem ülőhelyek nem találhatóak.
A franchise szolgáltatás keretein belül az összes étterembe egy központi helyről szállítják az ételeket.
A gyorsételek rendszeres fogyasztása többféle betegséghez vezethet, például szívbetegséghez, magas koleszterinhez, elhízáshoz vagy akár depresszióhoz is. A legtöbb gyorsételre jellemző a magas zsír-, cukor-, só- és kalóriaszám.
Mivel a gyorsételek fogyasztása egyre növekszik, többen egyre kevesebb időt szánnak ételkészítésre. 2013-ban az átlagos amerikai nő 47 percet szánt erre a tevékenységre, míg az átlag férfi 19 percet szánt ételkészítésre.
Az előre elkészített ételek koncepciója szorosan kapcsolódik a városok kifejlődéséhez. A fejlődő városokban több házból is hiányzott a hely vagy az ételek elkészítéséhez megfelelő alapanyagok. A főzéshez szükséges üzemanyag legalább annyiba kerülhetett, mint a megvásárolt termék. Az olajban való sütés sokszor veszélyesnek és drágának bizonyult, és a házak tulajdonosai féltek, hogy egy nagyobb tűz „felgyújthatja az egész szomszédságot”. Ezért a városlakókat arra biztatták, hogy minél több kész ételt vásároljanak. Az ókori Rómában utcai árusok voltak, akik ételt és italt kínáltak.
A leggyakoribb gyorsételek: hamburger (sajtburger), hot dog, pizza, melegszendvics, amerikai fánk, fish and chips, burrito, taco, hasábburgonya, döner kebab.

## Fordítás
- Ez a szócikk részben vagy egészben  a   Fast food című angol Wikipédia-szócikk fordításán alapul.  Az eredeti cikk szerkesztőit annak laptörténete sorolja fel. Ez a jelzés csupán a megfogalmazás eredetét és a szerzői jogokat jelzi, nem szolgál a cikkben szereplő információk forrásmegjelöléseként.